# Unionoida
Unionoïdes
Ordre
Les Unionoida (les Unionoïdes en français), sont un ordre de mollusques bivalves d'eau douce, souvent nommés collectivement « moules d'eau douce » ou « naïades », certaines espèces fournissent la nacre des boutons de nacre, des perles ou une nacre réutilisée par l'industrie perlière. Ces espèces effectuent une partie de leur cycle de vie comme « parasite » de poissons.  
Les deux familles dominantes dans cet ordre sont celles des Unionidae et des Margaritiferidae. Parmi les Unionidae, les anodontes se rencontrent plutôt dans les eaux calmes alors que les unios résistent aux eaux plus vives.

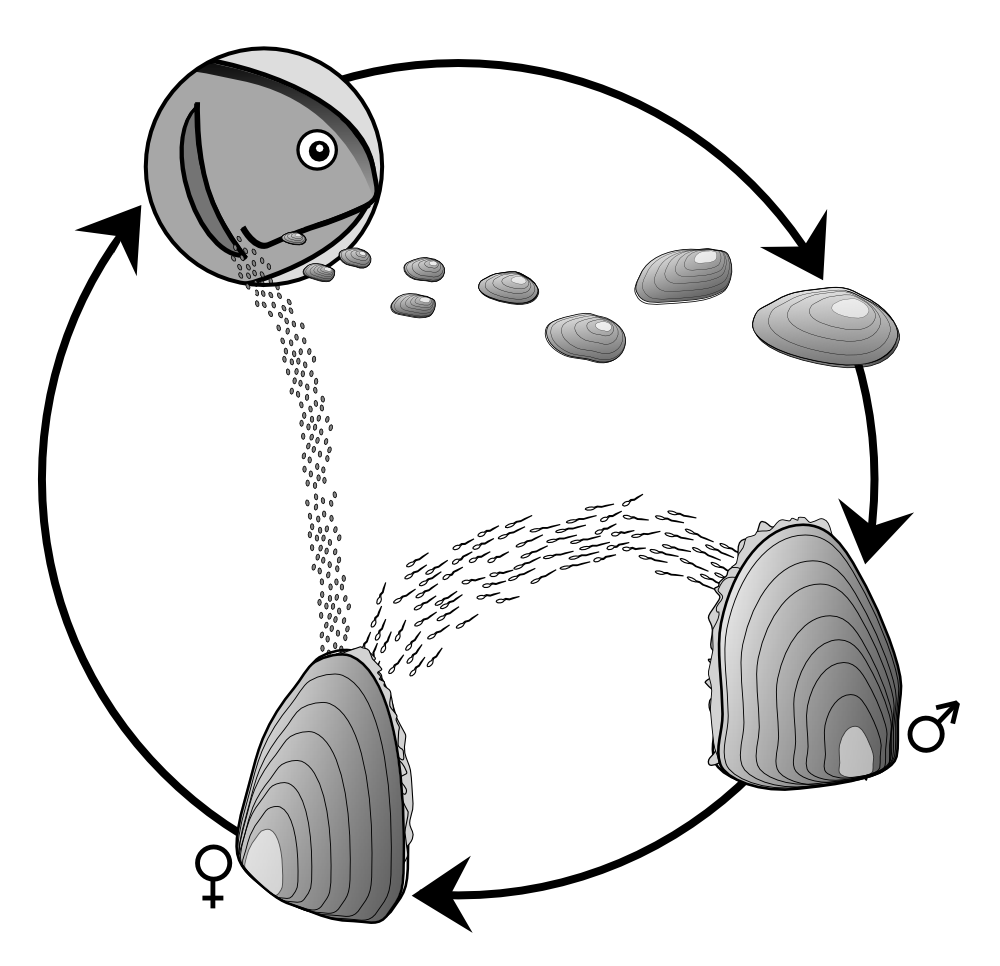
Schéma du cycle de développement des Unionoida (avec stade parasitique)

## Distribution
Les familles, genres et espèces de l'ordre des Unionoida sont réparties sur six continents, uniquement dans les eaux douces.

## Origine
On sait grâce aux fossiles que des Unionoida existent sur terre depuis le Trias. 
Des Corbiculacea vivaient déjà en eau douce au Crétacé (mc Mahon, 1991). 
Les Dreissenacea qui vivent en eau douce ont probablement pour ancêtre une moule estuarienne du genre Mytilopsis

## Classification

### Liste des super-familles et familles (actuelles ou éteintes)
- Super-famille †Archanodontoidea Modell, 1957 (classement incertain parmi les unionidés)
  - †Archanodontidae Modell, 1957
- Super-famille Etherioidea Deshayes, 1832
  - Etheriidae Deshayes, 1832 (environ 4 espèces) (syn: Mulleriidae, Pseudomulleriidae)
  - Iridinidae Swainson, 1840  (environ 30 espéces) (syn: Mutelidae Swainson, 1840 , Pleiodontidae)
  - Mycetopodidae Gray, 1840 (entre 40 et 50 espéces)
- Super-famille Hyrioidea Swainson, 1840
  - Hyriidae Swainson, 1840 (près de 90 espèces)
- Super-famille †Trigonioidoidea Cox, 1952
  - †Trigonioididae Cox, 1952
  - †Jilinoconchidae Ma, 1989 (classement incertain)
  - †Nakamuranaiadidae Guo, 1981 (syn:Sinonaiinae, Nippononaiidae)
  - †Plicatounionidae Chen, 1988
  - †Pseudohyriidae Kobayashi, 1968
  - †Sainschandiidae Kolesnikov, 1977
- Super-famille Unionoidea Rafinesque, 1820
  - Unionidae Rafinesque, 1820  (moins de 700 espèces)
  - Liaoningiidae Yu & Dong, 1993 (classement incertain)
  - Margaritiferidae Henderson, 1929 (probablement moins de 10 espèces) (syn:Margaritaninae, Cumberlandiinae, Promargaritiferidae)
  - †Sancticarolitidae Simone & Mezzalira, 1997

Les unionoïdes sont ainsi classés en six familles actuelles regroupant environ 165 genres, présents dans une grande partie de la planète. 

### Liste des familles
Selon ITIS :
- famille Etheriidae Swainson, 1840
- famille Margaritiferidae Haas, 1940
- famille Mutelidae Swainson, 1840
- famille Unionidae Fleming, 1828

## Écologie
Ces moules jouent un rôle important dans le cycle biogéochimique des éléments du cours d'eau et des sédiments, et en matière de filtration de l'eau. 
Une étude nord-américaine a montré en 2013 que certaines Unionoidae peuvent ingérer des œufs d'Alose et les protéger avant de libérer la larve du poisson dans le milieu : lors d'une étude ayant porté sur 757 moules prélevées dans sept sites, 6 % contenaient des œufs d'alose (Alosa sapidissima) et dans deux des sept sites, 17 % et 18 % des moules examinées en contenaient. Les Unionoidae étaient plus connues pour « parasiter » (à l'état de larve) les branchies de certains poissons (pour se faire transporter). Les relations entre ces moules d'eau douce et l'Alose pourraient donc être des interactions durables plus symbiotiques que parasitaires, mais des recherches doivent encore préciser si elles sont de type amensales, mutualistes ou commensales.

## État des populations, menaces
Les unionoïdes semblent presque partout en rapide régression (ou localement éteints) depuis le milieu du XXe siècle au moins. 

De plus, certaines espèces peuvent vivre durant plus d'un siècle. Leur présence relictuelle dans un cours d'eau n'est donc pas gage de survie de l'espèce si on n'y trouve aucun jeune individu (certaines espèces sont dites « fonctionnellement éteintes » si des individus survivent mais qu'ils ne peuvent plus se reproduire). 
Le taux mondial d'extinction des unionoïdes fait l'objet de nombreuses études depuis les années 1980. 
On a d'abord pensé que le recul ou la disparition du « poisson hôte obligatoire » était en cause, mais des espèces comme Margaritifera margaritifera régressent ou disparaissent rapidement aussi là où leurs poissons-hôte sont restés présents et parfois abondants. 

D'autres causes de régression ont été identifiées, dont la pollution de l'eau (agricole notamment avec les nitrates, les phosphates et la pollution de l'eau par les produits phytosanitaires) et domestique ; chimique et physique (turbidité chronique et envasement colmatant les fonds). En Amérique du Nord et en Europe beaucoup de populations locales ont disparu, sans qu'aucune espèce d'unionoide se soit éteinte, mais la génétique de l'espèce est mal connue, et il est probable que certaines variétés soient éteintes. En 1993, trois taxons étaient considérés éteint en Israël et les grands barrages construits en Chine et en Amérique du Sud expliquent probablement en partie certaines disparitions locales. Certaines espèces endémiques ont probablement récemment disparu dans certains pays.

## En Europe
La plupart des populations de moules d'eau douce ont régressé notamment en Europe de l'Ouest, voire ont disparu d'une grande partie de leur ancienne aire naturelle de répartition.
En France, divers plans de restaurations sont mis en œuvre depuis plusieurs années, en Bretagne notamment, avec en 2014 l'appui d'un sous-programme d'aide européen du Life +  pour l'environnement  (Life + Nature et Biodiversité) en faveur des moules d’eau douce et les moules perlières géantes en France. (parmi 18 projets retenus en France en 2014). La protection des naïades s'inscrit aussi dans un Plan National d'Action pour les Naïades de France,, en lien avec la déclinaison de la Directive Cadre sur l'Eau (DCE) visant à atteindre pour 2015 le bon état écologique des cours d'eau. Le programme comprend notamment la création d'une « station d’élevage, action phare, qui permettra de disposer d’individus de différentes classes d’âge dans le but de prévenir leur disparition du milieu naturel ».